# Drets del col·lectiu LGBT a l'Antàrtida

Mapa de l'Antàrtida.

A l'Antàrtida, els drets de les persones lesbianes, gais, bisexuals i transgènere (LGBT) varien segons la seva nacionalitat.
Com que a l'Antàrtida no hi resideix població humana permanentment, la poca presència humana que hi ha és per estades de curta durada, sigui per a fer recerca o expedicions esportives. El Sistema del Tractat Antàrtic estableix que tots els drets legals a l'Antàrtida depenen del país d'origen de la persona i no pas del país que reclama la zona del continent en què es troba l'individu en un moment donat.
A data de 2024, l'Antàrtida va obtenir una puntuació de 100/100 a l'Índex d'Igualtat de la publicació digital LGBT Equaldex, que avalua aspectes com el matrimoni homosexual, la censura de contingut LGBT i el reconeixement legal de les persones no-binàries.

## Matrimoni homosexual
Tots els estats sobirans que han fet reclamacions territorials a l'Antàrtida (l'Argentina, Austràlia, França, Noruega, Nova Zelanda, el Regne Unit i Xile) reconeixen el matrimoni homosexual.
El 13 d'octubre del 2016, el comissari Peter Hayes va proclamar una ordenança que permetia casar-se amb algú del mateix sexe al Territori Antàrtic Britànic. Els matrimonis hi són solemnitzats per oficials matrimonials, nomenats pel comissari, «allà on l'oficial matrimonial consideri adequat», bé al continent, bé en una una embarcació a les aigües territorials.
El primer matrimoni homosexual a l'Antàrtida es va produir el 24 d'abril del 2022 entre Eric Bourne i Stephen Carpenter a bord del RRS Sir David Attenborough, a prop de la base Rothera, situada a l'illa Adelaida. L'any següent va haver-hi el primer matrimoni lèsbic del continent, concretament el 14 de febrer del 2023 entre Sarah i June Snyder-Kamen a Bongrain Point, ubicat a l'illa Pourquoi Pas.
És possible (si bé rar) contraure matrimoni amb una persona del mateix sexe a les Terres Australs i Antàrtiques Franceses, on s'aplica el codi civil francès. França reconeix el matrimoni homosexual des del 2013.

## Expressió pública
L'expressió pública de suport pel moviment LGBT no està restringida a l'Antàrtida, més enllà de les lleis nacionals, que poden afectar els ciutadans de certs països.
El 2016, l'organització sense ànim de lucre Planting Peace va viatjar per l'Antàrtida amb una bandera de l'orgull com a gest simbòlic. L'organització va proclamar-la «el primer continent LGBT-friendly del món». El president de l'entitat, Aaron Jackson, va declarar: «És un honor onejar la bandera de l'orgull per tota l'Antàrtida. Planting Place continuarà lluitant pels drets LGTB fins que totes les minories sexuals i de gènere puguin ser i es garanteixin els drets fonamentals a cada cantonada del món». Des del 2018, cada 18 de novembre s'hi celebra l'Orgull Polar, un esdeveniment anual dedicat a l'orgull LGBT. El 2022, l'alpinista transgènere estatunidenca Erin Parisi va plantar una bandera transgènere al cim del massís de Vinson, el pic més alt de l'Antàrtida. Aquell any, a més, l'empresa Vacaya va dur a terme la primera expedició en un creuer totalment LGBT a l'Antàrtida de la qual es té constància, amb la nau Le Boréal.